# Mindre skålsnäcka
Mindre skålsnäcka (Lepeta caeca) är en snäckart som först beskrevs av Otto Friedrich Müller 1776. Mindre skålsnäcka ingår i släktet Lepeta och familjen Lepetidae. Arten är reproducerande i Sverige. Inga underarter finns listade i Catalogue of Life.